# Projet LAVIA
Le projet LAVIA (limiteur s'adaptant à la vitesse autorisée) est un projet français de recherche appliquée initié par la délégation à la sécurité et à la circulation routières (DSCR) du ministère des Transports en octobre 1999. Son objectif est de mettre au point un système d'aide à la conduite permettant au conducteur d'un véhicule automobile d’adapter sa vitesse en fonction de la vitesse limite autorisée grâce à un GPS embarqué qui contrôle cette vitesse et aux panneaux de signalisation du réseau routier répertoriés dans sa mémoire. Ce projet de limiteur de vitesse est mené par plusieurs établissements publics de recherche : le Laboratoire central des ponts et chaussées (LCPC), l'Institut national de recherche sur les transports et leur sécurité (INRETS), le Centre d'études techniques de l'Équipement (CETE) Méditerranée, et la direction régionale de l'Équipement Île-de-France (DREIF), auxquels sont associés les deux constructeurs automobiles français, Renault et PSA.
Le limiteur de vitesse développé dans le cadre de ce projet propose trois utilisations différentes. Le mode « informatif » affiche sur le tableau de bord la vitesse à ne pas dépasser par le conducteur. Le mode « actif débrayable » empêche le véhicule de dépasser la vitesse maximale autorisée, mais peut être désactivé par le conducteur. Enfin, en mode « actif non débrayable », le limiteur s'impose au conducteur qui, pour le déconnecter de façon temporaire, doit utiliser le dispositif kick down (un appui fort sur l’accélérateur).
Une expérimentation du LAVIA est menée de décembre 2004 à janvier 2006 auprès de conducteurs volontaires dans quelques communes des Yvelines dont Versailles. Ces conducteurs testent le dispositif pendant 6 semaines. Il en ressort un très bon accueil du LAVIA informatif alors que seulement 38 % des conducteurs l'ayant testé se disent « favorables » au LAVIA non débrayable, tandis que 26 % y sont opposés.